# Dasysphaera hyposericea
Dasysphaera hyposericea là loài thực vật có hoa thuộc họ Dền. Loài này được (Chiov.) C.C.Towns. mô tả khoa học đầu tiên năm 1983.